# Guerrouma
Guerrouma (em árabe: قرومة) é uma cidade e comuna localizada na província de Bouira, Argélia. Segundo o censo de 2008, a população total da cidade era de 14 570 habitantes.